# Frecciarossa 1000

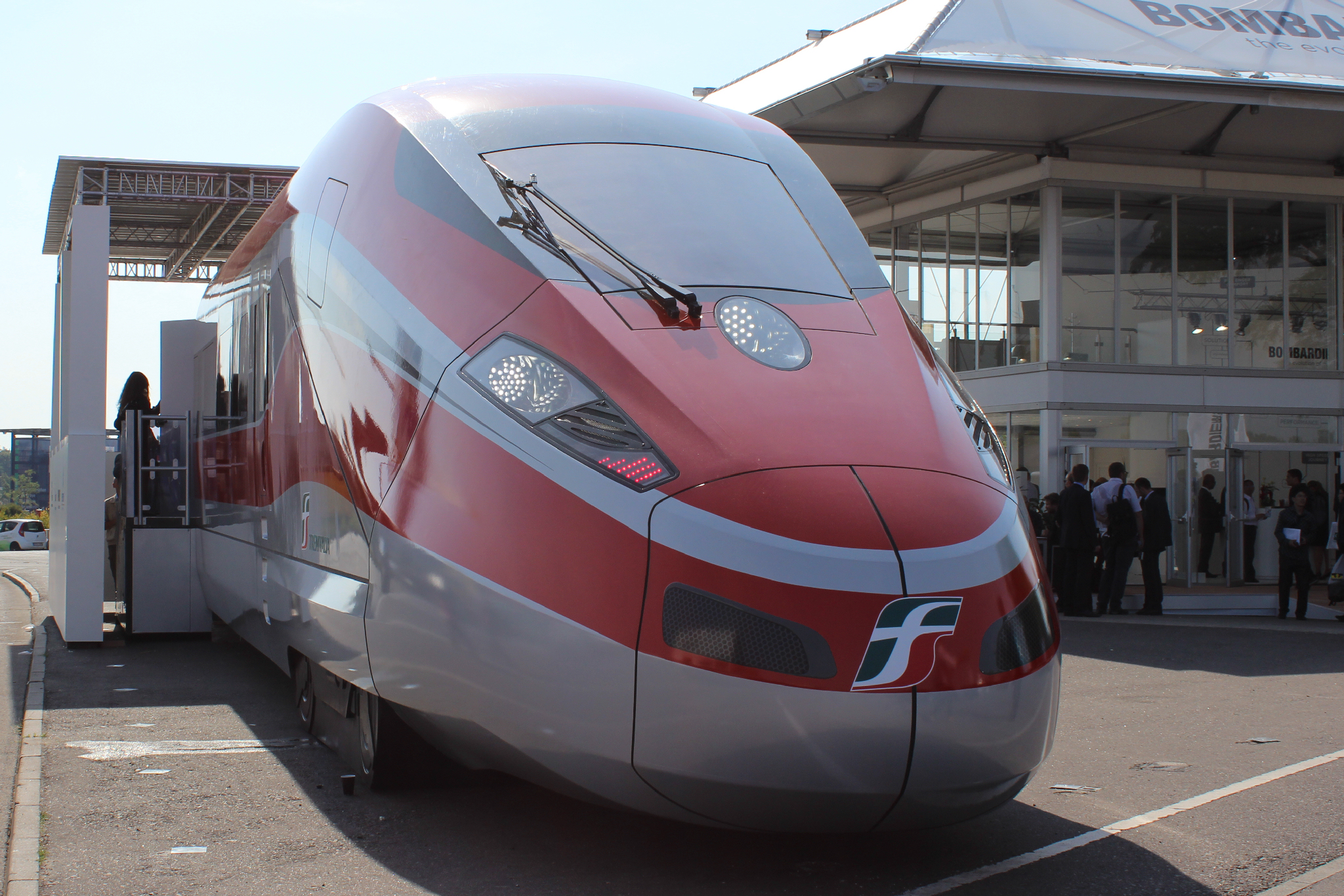
A motorvonat makettje a 2012-es InnoTranson

A Frecciarossa 1000 (jelentése olaszul: Vörös nyíl 1000, gyártási nevén V300Zefiro, olasz jelzése: ETR 1000) az olasz Trenitalia személyszállító vasúttársaság részére szállított nagysebességű villamosmotorvonat-sorozat. A szerelvényeket az olasz AnsaldoBreda (2015 óta Hitachi Rail Italy) és a kanadai tulajdonú Bombardier Transportation együtt tervezte és gyártotta a korábbi AnsaldoBreda V250 és a Bombardier Zefiro vonatpár tervei alapján.
A Trenitalia 2010 szeptemberében 50 darab Frecciarossa 1000 szerelvényt rendelt 1,54 milliárd euró értékben. A Trenitalia az első szerelvényt 2015 júniusában kapta kézhez, és még abban a hónapban szolgálatba is állította a Róma-Milánó vonalon. Az 50 megrendelt vonatból az utolsó 9-et a gyártó 2017-ben szállította.
A Frecciarossa 1000 Európa leggyorsabb sorozatgyártású vonata. 2015 novemberében az egyik Frecciarossa 1000 szerelvény éjszakai tesztelése során 389 km/h-s sebességet ért el a Milánó-Torino vasútvonalon.